# Loch Boisdale
Loch Boisdale är en vik i Storbritannien.   Den ligger i kommunen Yttre Hebriderna och riksdelen Skottland, i den nordvästra delen av landet, 800 km nordväst om huvudstaden London. Loch Boisdale ligger på ön South Uist.